# Виделе
Виделе (рум. Videle) — город в Румынии в составе жудеца Телеорман.

## История
Долгое время это была обычная сельская местность.
В 1968 году коммуна Виделе получила статус города.